# John Bennett
John Dale Bennett, född den 14 november 1930 i Grand Forks i North Dakota, är en amerikansk före detta friidrottare som främst tävlade i längdhopp.
Bennett vann silver vid olympiska sommarspelen 1956 i Melbourne.

## Uppväxt
Bennett växte upp i Grand Forks. Båda hans föräldrar dog när han var tio år gammal.
Det var Bennetts äldre bror Neil som fick honom att prova på längdhopp. På high school ägnade han sig åt flera sporter; förutom friidrott utövade han amerikansk fotboll och basket. Han vann delstatstitlar i både längdhopp och höjdhopp under sin tid på high school.

## Karriär
Bennett studerade vid och tävlade för Marquette University i Milwaukee, där han blev amerikansk collegemästare i längdhopp både 1953 och 1954. Det senare året vann han även i de amerikanska mästerskapen. Han tog examen från universitetet samma år och gick med i USA:s armé.
Vid panamerikanska spelen 1955 i Mexico City tog Bennett guld i korta stafetten och silver i längdhopp. Han hoppade 8,01 meter och blev därmed den första vita mannen att hoppa åtta meter (och 26 fot).
Året efter, vid OS i Melbourne, hoppade Bennett hem silvret. Under OS-finalen rådde svåra förhållanden med starka vindar och en kort och mjuk ansatsbana. Bennetts bästa hopp mätte 7,68 meter.
Bennett lade skorna på hyllan efter 1958 års säsong.

## Efter karriären
Bennett arbetade i klädbranschen i Wisconsin fram till dess att han gick i pension 1990.

## Privatliv
Bennett har tre döttrar och en son med sin hustru Therese.

## Personliga rekord
- Längdhopp – 8,01 meter (14 mars 1955 i Mexico City)